# Саобраћај у Уједињеном Краљевству
Велика Британија (пуним називом: Уједињено Краљевство Велике Британије и Северне Ирске) је једна од највећих и најзначајнијих земаља у Европи. Као острвска земља Велика Британија има посебан однос према поморском саобраћају. Она се налази у најпрометнијем океану света (Атлантик), што се кроз историју ове земље показало као велика предност (некада огромно колонијално цартво). Јужна обала Велике Британије је северна обала Ламанша, једне од напрометнијих вода на свету. Међутим, као високоразвијена земља, Велика Британија има развијене све видове саобраћаја, а саобраћајна мрежа у земљи је густа и веома напредна.
Последње велико достигнуће на пољу саобраћаја је изградња подземног тунела, тзв. „Евротунела“, испод Ламанша, којим је поново омогућена „сувоземна“ веза између Уједињеног Краљевства Француске, самим тим, и европског копна, први пут од последњем Леденог доба.
Велика Британија има развијен друмски, железнички, ваздушни и водни саобраћај. Највеће саобраћајно чвориште земље и једна од највећих на целом свету је главни град, Лондон.

## Железнички саобраћај
Железница у Уједињеном Краљевству је најстарија на свету са најстаријом железничком везом између Ливерпула и Манчестера, отвореном 1830. године. Данас је она подељена на два самостална дела у Британији и Северној Ирској. Погледати: "Британске железнице“ и "Северноирске железнице“.
| Подаци о железници                    | Британија           | Северна Ирска               |
| ------------------------------------- | ------------------- | --------------------------- |
| Ширина колосека                       | стандардна (1.435 mm) | већа од стандардне (1.600 ) |
| Укупна дужина пруга                   | 16.536 км           | 342                         |
| Дужина електрификованих пруга         | 4.928 км            | -                           |
| Дужина пруга са два или више колосека | 12.591 км           | 190                         |

По подацима из 1996. године укупна дужина железничке мреже у надлежности државе у оба дела државе била је 10.375 km (Британија 10.072 km, Северна Ирска 303 km). Овоме треба додати и велику дужину индустијских и других пруга ван надлежности државе. Занимљив податак је и то да је још средином 20. века железничка мрежа била много дужа (чак 5 пута) од данашње, а да је временом смањена дужина због недовољне искоришћености железница у руралним крајевима земље. Међутим, данашња Велика Британија железничка мрежа је веома напредна и она је превазишла многе природне препреке, попут Ламанша, где постоји подземна веза железницом. Такође, многе домаће линије су осавремењене и на њима се крећу возови великих брзина (тзв. "Пендолино“ возови).

Најважније железничко чвориште је престоница Лондон са неколико огромних железничких станица из 19. века. Од Лондона крећу важне линије у земљи. 5 линија су најважније и њима се возови великих брзина. То су:
- Линија Евроканала , Лондон - Евроканал, издвојена од осталих линија због потребе усаглашавања са "ТЖВ" пругама у Француској, укупна дужина 108 km.
- Западнообалска линија, Лондон - Милтон Кејнз - Стафорд - Рагби - Бирмингем - Манчестер - Ливерпул - Престон - Карлајл - Глазгов - Единбург, укупна дужина 645 km.
- Источнообалска линија, Лондон - Питерборо - Донкастер - Дарам - Њукасл - Единбург, укупна дужина ? км.
- Средишња линија, Лондон - Лутн - Лестер - Дарби - Нотингем - Шефилд - Лидс, укупна дужина ? км.
- Велика западна линија, Лондон - Рединг - Свиндон - Бат - Бристол, укупна дужина 191 km.
- Велика источна линија, Лондон - Стратфорд - Ипсвич - Норич, укупна дужина ? км.

Градска железница је присутна у свим већим британским градовима. Метро систем је присутан у највећим градовима. Престоница Лондон има најдужу и најстарију метро мрежу на свету и једну од најнапреднијих са 12 линија и 275 станица (погледати: Лондонски метро). Метро мрежу поседују и Глазгов и Њукасл.
Трамвајски превоз поседује неколико већих градова у држави (Лондон (источни), Манчестер, Шефилд, Бирмингем, Кројдон, Нотингем, Единбург). Приградски превоз железницом је веома развијен и њим се превози највећи број путника у Уједињеном Краљевству, чему погодује велика густина насељености и невелика удаљеност суседних градских насеља.

Железничка веза са суседним земљама:
- Француска - да, тунелом испод Ламанша
- Ирска - да, Северна Ирска

## Друмски саобраћај
У енглеској важи правило о вожњи левом страном, које је посебно особено за Велика Британија и земље које су биле под њеним утицајем.
Укупна дужина путева у Уједињеном Краљевству у 2006. години је 398.350km, што укључује следеће:
- Магистрални путеви - 12.226 km (од чега 3.503 km савремених ауто-путева)
- Главни путеви - 38.085
- Путеви „друге“ и „треће“ категорије - 114.657
- Некатегорисани путеви (прилази, улице) - 233.383

Превоз друмовима је далеко најпрометнији вид превоза, јер на њега отпада 90% путничког и 65% теретног саобраћаја у држави. Превоз магистралним и ауто-путевима учествује са 1/3 укупног превоза, иако покрива свега 0,16% Велике Британије и није развијен као у другим држава развијене Европе (нпр. Француска и Немачка имају много гушћу мрежу ауто-путева). Њихова велика предност што је већина без путарина. Но, и поред релативно кратке мреже британски ауто-путеви су високо савремени и покривају најважније саобраћајне трасе између важних градова, а у случају Лондона постоје бројни кратки ауто-путеви који омогућавају лакши прилаз граду. Ауто-путеви су двозначно обележени са „М+број“.

Најважнији државни путеви су:
- Главни пут М1, Лондон - Лутон - Нортхемптон - Лестер - Нотингем - Шефилд - Лидс, укупна дужина пута је 310 km.
- Главни пут М3, Лондон - Винчестер -Саутхемптон, укупна дужина пута је 95 km.
- Главни пут М4, Лондон - Рединг - Свиндон - Бристол - Њупорт - Кардиф - Свонзи, укупна дужина пута је 305 km.
- Главни пут М5, Бирмингем - Глостер - Бристол - Ексетер, укупна дужина пута је 262 km.
- Главни пут М6, Рагби - Ковентри - Бирмингем - Стафорд - Стоук на Тренту - Ливерпул - Престон - Ланкастер - Карлајл, укупна дужина пута је 365 km.
- Главни пут М8, Единбург - Глазгов, укупна дужина пута је 97 km.
- Главни пут М20, Лондон - Кентербери - Довер (Ламанш), укупна дужина пута је 80 km.
- Главни пут М25, ауто-путни „прстен“ око Лондона, укупна дужина пута је 188 km.
- Главни пут М40, Лондон - Оксфорд - Бирмингем, укупна дужина пута је км.
- Главни пут М62, Хал - Лидс - Манчестер - Ливерпул, укупна дужина пута је 172 km.

## Водени саобраћај
Велика Британија је острвска земља, окружена Атлантиком и његовим морима. Због тога поморски саобраћај има изузетно велики значај за државу. Тако, на пример, 95% иностраног увоза уђе у земљу преко његових лука, којих има много. Заправо, сваки већи британски град на мору је и значајна лука. Држава има 3 велике луке, смештене на југу земље, ближе европском копну:
- Лука Феликстоув код Ипсвича - четврта лука по величини у Европи
- Тилбури код Лондона
- Саутхемптон

Поред ових лука познате луке су и: Абердин, Белфаст, Довер, Кардиф, Глазгов, Глостер, Хал, Ливерпул, Лондон, Плимут, Портсмут, Свонзи.

Унутрашњи водни саобраћај Велике Британије је веома развијен, јер постоје услови за то - велики равничарски предео, ниски превоји и развођа, веома разуђена морска обала, која отежава пут око ње. Дужина путева (пловних река и канала) је 3.200 km, али је у сталној употреби само 620 km (2004. г.), док је већина токова намењена туризму и пољопривреди. Реке у земљи су добрим делом каналисане и умирене, тако да многе наликују каналима. Најважније реке су Северн, Темза, Трент, од којих се највише користи Темза, нарочито њен део до ушћа, у саставу Лондона.
Вештачки прокопани канали су значајнији од река и играју веома важну улогу у унутрашњем водном саобраћају Уједињеног Краљевства, мада не као у 18. веку, када су представљали окосницу развоја земље.

## Ваздушни транспорт
Будући да је Велика Британија велика и туристички посећена земља на свету, а Лондон једно од економских среишта света, ваздушни саобраћај има велики значај. Највећи аеродроми су они око Лондона, а значајни су и аеродроми везани за друге велике градове на „острву“. У држави се налази велики део погона произвођача авиона "Ербас". Велика Британија такође учествује и у космичким програмима.
У Великој Британији постоји велики број авио-предузећа, од којих је најпознатије и највеће државно предузеће Бритиш ервејз, једно од најважнијих на целом свету.
У земљи постоји чак 471 званично уписан аеродром 2004. године, од чега 334 са чврстом подлогом (погледати: Аеродроми у Уједињеном Краљевству). 114 аеродрома је уврштено на листу међународних аеродрома са IATA кодом (IATA Airport Code), што је веома велики број спрам других земаља. Најпознатији од њих су:
- Аеродром „Хитроу“ у Лондону - LHR
- Аеродром „Гетвик“ у Лондону - LGW
- Аеродром „Станстед“ у Лондону - STN
- Аеродром „Лутн“ у Лондону - LTN
- Аеродром „Рингвеј“ у Манчестеру - MAN
- Међународни аеродром „Бирмингем“ у Бирмингему - BHX
- Аеродром „Единбург“ у Единбургу - EDI
- Аеродром „Аботсинч“ у Глазгову - GLA
- Аеродром „Бристол“ у Бристолу - BRS
- Аеродром „Њукасл“ у Њукаслу - NCL
- Међународни аеродром „Белфаст“ у Белфасту - BFS

Лондон је једно од најважнијих ваздухопловних чворишта на свету са чак 4 велика аеродрома (Хитроу, Гетвик, Станстед, Лутн) и још неколико мањих. Најважнији аеродром је Аеродром „Хитроу“, удаљен 24 km западно од градског средишта. "Хитроу“ спада међу најважније аеродроме на свету (тзв. хабове). Овај аеродром је најпрометнији у Европи, а први на свету по броју међународних путника. Аеродром има чак 7 терминала.
Већина других значајних аеродрома су типични аеродроми уз велике градове. Најважнији аеродром ван области Ширег Лондона је Аеродром у Манчестеру, који опслужује средишњу Енглеску.

Велика Британија поседује и 11 хелиодрома (2004. г.).